# 서울 인왕산 국사당
인왕산 국사당(仁王山國師堂)은 무속신당(巫俗神堂)으로, 태조 이성계(李成桂)와 무학대사(無學大師), 그리고 여러 호신신장(護身神將)을 모시고 있으며, 특히 무학대사를 모시는 데에서 국사당이라는 명칭이 붙었다고 한다. 맞배지붕의 한옥이 남아 있다. 1973년 7월 16일 대한민국의 국가민속문화재 제28호로 지정되었다.

## 개요

### 조선시대 호국의 목멱신사와 이전
원래 이 당은 남산 꼭대기 곧 팔각정 자리에 있었다. 《조선왕조실록》에 의하면 태조 5년(1396)에 남산을 목멱대왕(木覓大王)으로 봉하고 태종 4년에는 호국의 신으로 삼았기 때문에 조선시대에는 목멱신사(木覓神祠)라고도 불렀다.
이 당은 1925년에 남산에서 이곳으로 이전되었는데, 이것은 일본인들이 남산 기슭에 저들의 신사인 조선신궁(朝鮮神宮)을 지으면서 국사당이 높은 곳에 있는 것을 못마땅하게 여겨 이전을 강요하였기 때문이다. 이전 장소를 인왕산 기슭으로 택한 것은 태조와 무학대사가 그곳에서 기도하던 자리이기 때문이라고 한다.

### 일제시대 남산 국사당의 이전 복원
이전할 때 그 재료를 그대로 옮겨 원형대로 복원하였다고 하며, 당의 전면 3칸에 왼쪽에 한 칸이 붙어 있었으나 뒤에 오른쪽 한 칸을 붙였다. 따라서 전면은 약 20여m이고 측면은 9m정도의 크기이다. 기둥 칸살은 전면 어간(御間) 약 2.6m에 협간(夾間)과 측간(側間)은 모두 2.4m로, 내부 넓이는 모두 11평이고 바닥은 마루이다. 또 마루 좌우에는 온돌방이 있는데 나중에 만들어진 것이다. 마루 전면과 좌우 일부에는 무신도(巫神圖)가 걸려 있고 무신도 앞에는 제상이 있으며 마루는 굿을 하는 공간으로 활용된다. 일반건물보다 단순한 구조이긴 하나 구조는 큰 편이며 집 전체적인 구성은 견실하고 간소하면서도 방주(方柱)의 실귀〔糸刻〕이나 문살문의 새김 등과 같은 세밀한 부분에서는 최소한의 세련미가 가해져서 우아한 면도 엿보인다. 또 대들보의 후림이나 서까래의 배흘림, 규격 설정 등에서 경공(京工)의 솜씨를 엿볼 수 있어서, 영조(英祖)·정조(正祖) 이래의 견실과 간결을 위주로 지어진 것으로 판단된다.

### 일반참배객들의 굿당
국사당은 굿만 하는 곳이 아니라 신도들이 개인적으로 찾아와 참배하고 기도도 드린다. 참배객은 서울을 비롯한 다른 지방에서도 찾아오는데, 정월에 가장 많이 찾아온다. 이 당에서 주로 행하는 굿은 사업 번창을 비는 경사굿과 병(病)굿 또는 우환굿 그리고 부모의 사령(死靈)이 극락왕생하기를 비는 진오귀굿이다. 그러나 이 당은 무당이 상주하는 곳이 아니고 당주(堂主)가 관리하면서 무당의 요청이 오면 당을 빌려주기 때문에 1년 내내 굿을 하나 하루에 보통 3건, 많을 때는 4∼5건을 하는데 특히 3월과 10월이 가장 많고 음력 섣달은 굿이 거의 없는 편이다. 당주는 신령님을 위해 2년마다 동짓달에 날을 잡아서 '마지'라는 제사를 올리는데 무녀를 초치해서 굿을 한다.
이 당 주위에는 기자암(祈子岩)으로 이름난 선(禪)바위가 있고 암자가 여러채 있으며 또 일반주택과 격리되어 있어 굿장소로 적합한 위치에 있다. 따라서 이 국사당은 쇠잔해 가는 서울 무속의 집결처로서 무속신앙 연구에 도움이 되고 있다.

## 같이 보기
- 조선신궁
- 서울 국사당 무신도 - 국가민속문화재 제17호
- 남경 (고려)

## 참고 도서
- 문화재청, 《통영 삼덕리 마을제당·인왕산 국사당 보관됨 2016-08-27 - 웨이백 머신》, 한국의 신앙건축 기록화 보고서 (한국의 당집), 2016-03-07

## 참고자료
- 서울 인왕산 국사당 - 국가유산청 국가유산포털

 본 문서에는 서울특별시에서 지식공유 프로젝트를 통해 퍼블릭 도메인으로 공개한 저작물을 기초로 작성된 내용이 포함되어 있습니다.